# Parafia Najświętszego Serca Pana Jezusa w Pasymiu
Parafia Najświętszego Serca Pana Jezusa w Pasymiu – rzymskokatolicka parafia w Pasymiu, należąca do archidiecezji warmińskiej i dekanatu Szczytno. Została utworzona 24 lutego 1901. Mieści się przy ulicy Księdza Barczewskiego.